# بطمان

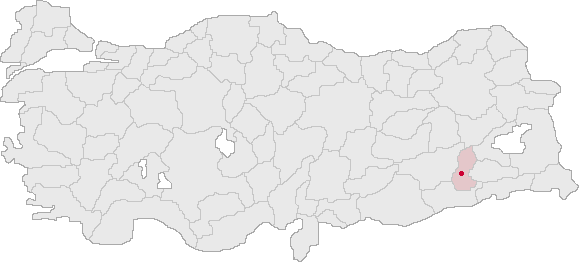

بطمان (بالكردية: Êlih)‏ مدينة ومركز ولاية بطمان الواقعة أقصى جنوب شرق تركيا في منطقة كردستان تركيا، تقع المدينة على هضبة بالقرب من التقاء نهر بطمان ودجلة. سكانها من الكُرد وبلغ عدد سكان المدينة نحو 452,157 نسمة في عام 2021.

## المناخ
يظهر الجدول التالي التغييرات المناخية على مدار السنة لبطمان:
| البيانات المناخية لـبطمان         | البيانات المناخية لـبطمان | البيانات المناخية لـبطمان | البيانات المناخية لـبطمان | البيانات المناخية لـبطمان | البيانات المناخية لـبطمان | البيانات المناخية لـبطمان | البيانات المناخية لـبطمان | البيانات المناخية لـبطمان | البيانات المناخية لـبطمان | البيانات المناخية لـبطمان | البيانات المناخية لـبطمان | البيانات المناخية لـبطمان | البيانات المناخية لـبطمان |
| الشهر                             | يناير                     | فبراير                    | مارس                      | أبريل                     | مايو                      | يونيو                     | يوليو                     | أغسطس                     | سبتمبر                    | أكتوبر                    | نوفمبر                    | ديسمبر                    | المعدل السنوي             |
| --------------------------------- | ------------------------- | ------------------------- | ------------------------- | ------------------------- | ------------------------- | ------------------------- | ------------------------- | ------------------------- | ------------------------- | ------------------------- | ------------------------- | ------------------------- | ------------------------- |
| الدرجة القصوى °م (°ف)             | 18.2 (64.8)               | 23.5 (74.3)               | 30.6 (87.1)               | 35.8 (96.4)               | 42.0 (107.6)              | 45.1 (113.2)              | 48.8 (119.8)              | 46.2 (115.2)              | 43.8 (110.8)              | 37.0 (98.6)               | 28.6 (83.5)               | 22.6 (72.7)               | 48.8 (119.8)              |
| متوسط درجة الحرارة الكبرى °م (°ف) | 7.6 (45.7)                | 10.6 (51.1)               | 15.8 (60.4)               | 21.6 (70.9)               | 27.7 (81.9)               | 34.9 (94.8)               | 39.4 (102.9)              | 39.4 (102.9)              | 34.4 (93.9)               | 26.6 (79.9)               | 16.9 (62.4)               | 9.6 (49.3)                | 23.7 (74.7)               |
| المتوسط اليومي °م (°ف)            | 2.7 (36.9)                | 5.0 (41.0)                | 9.6 (49.3)                | 14.6 (58.3)               | 19.8 (67.6)               | 26.7 (80.1)               | 31.2 (88.2)               | 30.2 (86.4)               | 24.9 (76.8)               | 17.7 (63.9)               | 9.8 (49.6)                | 4.5 (40.1)                | 16.4 (61.5)               |
| متوسط درجة الحرارة الصغرى °م (°ف) | −1.5 (29.3)               | 0.1 (32.2)                | 3.6 (38.5)                | 7.9 (46.2)                | 11.4 (52.5)               | 15.9 (60.6)               | 20.3 (68.5)               | 19.8 (67.6)               | 15.1 (59.2)               | 10.0 (50.0)               | 4.0 (39.2)                | 0.4 (32.7)                | 8.9 (48.0)                |
| أدنى درجة حرارة °م (°ف)           | −24.0 (−11.2)             | −22.2 (−8.0)              | −17.0 (1.4)               | −9.0 (15.8)               | 0.9 (33.6)                | 5.0 (41.0)                | 11.8 (53.2)               | 11.1 (52.0)               | 4.4 (39.9)                | −3.0 (26.6)               | −7.8 (18.0)               | −23.0 (−9.4)              | −24.0 (−11.2)             |
| الهطول مم (إنش)                   | 61.3 (2.41)               | 68.0 (2.68)               | 74.6 (2.94)               | 73.0 (2.87)               | 46.2 (1.82)               | 7.2 (0.28)                | 0.7 (0.03)                | 0.7 (0.03)                | 3.8 (0.15)                | 32.4 (1.28)               | 54.6 (2.15)               | 66.1 (2.60)               | 488.6 (19.24)             |
| متوسط الأيام الممطرة              | 11.0                      | 10.4                      | 11.6                      | 11.5                      | 8.2                       | 2.3                       | 0.4                       | 0.4                       | 1.1                       | 5.7                       | 7.3                       | 10.0                      | 79.9                      |
| متوسط الرطوبة النسبية (%)         | 80                        | 78                        | 70                        | 66                        | 63                        | 41                        | 29                        | 30                        | 34                        | 54                        | 71                        | 81                        | 58                        |
| ساعات سطوع الشمس اليومية          | 3.1                       | 4.3                       | 5.4                       | 7.2                       | 9.2                       | 11.5                      | 12.1                      | 11.3                      | 10.0                      | 7.1                       | 5.2                       | 3.0                       | 7.5                       |
| المصدر #1: mgm.gov.tr             |                           |                           |                           |                           |                           |                           |                           |                           |                           |                           |                           |                           |                           |
| المصدر #2: Weatherbase            |                           |                           |                           |                           |                           |                           |                           |                           |                           |                           |                           |                           |                           |

## أعلام
- زكريا يابيجي أوغلو
- نور الله كايا
- كارابيت شاكو
- نالين بيكغول